# Eddy Van Hoof
Eddy Van Hoof (* 13. Mai 1959 in Lier) ist ein ehemaliger belgischer Radrennfahrer und nationaler Meister im Radsport.

## Sportliche Laufbahn
1979 war sein erfolgreichstes Jahr als Amateur. Er gewann die belgische Meisterschaft im Straßenrennen vor Gerrit Van Gestel und wurde auch Militärmeister in Belgien. Zudem gewann er die belgische Clubmeisterschaft im Mannschaftszeitfahren (unter anderem mit Theo Dockx). Bis zu seinem Übertritt zu den Berufsfahrern hatte er eine Vielzahl belgischer Rundstreckenrennen gewonnen. Bis 1989 blieb er als Profi (immer in belgischen Radsportteams) aktiv und wurde in jenem Jahr reamateurisiert.